# Xã Eulalia, Quận Potter, Pennsylvania
Xã Eulalia (tiếng Anh: Eulalia Township) là một xã thuộc quận Potter, tiểu bang Pennsylvania, Hoa Kỳ. Năm 2010, dân số của xã này là 889 người.